# Хитриков, Владимир Андреевич
Влади́мир Андре́евич Хи́триков (род. 28 сентября 1954 года) — советский, украинский альпинист, мастер спорта СССР (1983 г.), инструктор 1-й категории по альпинизму (1987 г.), кавалер ордена «За личное мужество» (1990 г.). Двукратный чемпион СССР и двукратный бронзовый призёр чемпионатов СССР.

## Биография
Окончил  Днепропетровский государственный университет. Заниматься альпинизмом начал в октябре 1971 г. в альпинистской секции университета.
- 1972 год — выполнение значка Альпинист СССР Кавказ, г. Лоюб;
- 1978 год — инструктор альпинизма;
- 1983 год — Мастер спорта СССР;
- 1983 год — чемпион СССР в классе снежно-ледовых восхождений;
- 1984 год — чемпион УССР в классе технических восхождений. Восхождение "Вольная Испания" по центру С стены ПП (5-Б).
- 1986 год — чемпион СССР в классе скальных восхождений.
- 1987 год — инструктор альпинизма 1-я категория;
- 1987 год — бронзовый призер чемпионата СССР в техническом классе.
- 1988 год — бронзовый призер чемпионата СССР в техническом классе.
- 2011 год — руководитель школы альпинизма в Днепре.

### Основные восхождения
- 1973 — Крым, Мшатка-Кая (618 м), первопрохождение (вместе с Константином Рыбалко[1]) маршрута «Вилка».
- 1980 — В течение месяца в Азии (Фанские горы) совершено:
  - пять восхождений пятой категории сложности,
  - и два — шестой категории сложности.
  - Почти все восхождения — на горном массиве Замин-Карор.
- 1981 — Кавказ, Ерыдаг (3925 м). Чемпионат СССР.
  - Команда попала под камнепад; сошла с маршрута из-за травмы участника.
- 1982 — Кавказ, Мижирги.
  - 4-е место на чемпионате СССР.
  - Первопрохождение ледового маршрута в составе команды ЦС «Зенит», «маршрут Хитрикова».
- 1983 — снова Мижирги, Северная стена, маршрут Грищенко. Чемпионат СССР.
  - 1-е место в составе совместной команды Одесса-Днепропетровск.
- 1985 — Кавказ, Шхара (5 068 м). Прохождение маршрута во время ледопада.
- 1986 — Асан-Усан (4230 м), Кавказ. Первые экспедиции. Всего за участие в Чемпионатах СССР имеет две золотые и две бронзовые медали.
- 1990 — Памир:
  - Прошёл Пик Корженевской (7105 м) за световой день без ночевки,
  - затем — Пик Коммунизма (7495 м) по маршруту Беззубкина.
- 1990 — Гималаи. Всесоюзная экспедиция на Лхоцзе (8511 м), Южная стена.
- 1991 — Гималаи, Манаслу (8163 м). Первая украинская экспедиция.

#### XXI век
- 2005 — Кавказ, Чегем (4461 м.), по маршруту В.Форостяна 6-А.
- 2006 — Памиро-Алтай, Пик Ленина (7134.3 м).
- 2007 — Кавказ, Тютю-Баши (4460 м), по маршруту Гарфа 5-Б.
- 2007 — Гималаи, Ама-Даблам (6812 м).
- 2008 — Тянь-Шань, Хан-Тенгри (7010 метров).
- 2009 — Памир, Пик Корженевской (7105 м).
- 2010 — Гималаи, Ама-Даблам (6812 м).
- 2010 — Кавказ, Далар (3988 м), по маршруту Порохни 5-Б.
- 2011 — Гималаи, Ама-Даблам (6812 м).
- 2011 — Кавказ, Казбек (5033 м).
- 2012 — Гималаи, Айленд пик (6165 м). В. Джайлык по З ст. (Ласкав.) 5-Б.
- 2012 — Кавказ, Казбек (5033 м).
- 2013 — Памиро-Алай, Пик Ленина (7134 м).
- 2013 — Кавказ, Казбек (5033 м).
- 2013 — Эльбрус (5642 м).
- 2014 — Памиро-Алай, Пик Ленина (7134 м).
- 2014 — Кавказ, Казбек (5033 м).
- 2014 — Эльбрус, зима (5642 м).
- 2015 — Памиро-Алай, Пик Ленина (7134 м).
- 2015 — Тянь-Шань, Хан-Тенгри (7010 метров).
- 2015 — Эльбрус (5642 м).
- 2016 — Гималаи, Пик Мера (6476 м).
- 2016 — Кавказ, Казбек (5033 м).
- 2016 — Альпы, Монблан (4809 м).
- 2017 — Аляска, Денали (6190 м).
- 2017 — Гималаи, Айленд пик (6165 м).
- 2017 — Альпы, Монблан (4809 м).
- 2018 — Альпы, Маттерхорн (4478 м).
- 2018 — Альпы, Монблан (4809 м).
- 2018 — Кавказ, Казбек (5033 м).
- 2019 — Анды, Аконкагуа (6962 м).
- 2019 — Памиро-Алай, Пик Ленина (7134 м).
- 2019 — Альпы, Монблан (4809 м).
- 2019 — Альпы, Маттерхорн (4478 м).
- 2020 — Анды, Аконкагуа (6962 м).
- 2021 — Гималаи, Ама-Даблам (6812 м).
- 2021 — Гималаи, Айленд пик (6165 м).
- 2021 — Кавказ, Казбек (5033 м).
- 2022 — Гималаи, Лобуче (6119 м).
- 2022 — Гималаи,Айленд пик (6165 м).
- 2022 — Альпы, Монблан (4809 м).
- 2022 — Альпы, Маттерхорн (4478 м).
- 2023 — Аляска, Денали (6190 м).
- 2023 — Гималаи, Пик Мера (6476 м).
- 2023 — Гималаи,Айленд пик (6165 м).
- 2023 — Альпы, Монблан (4809 м).
- 2023 — Альпы, Маттерхорн (4478 м).
- 2024 — Памиро-Алай, Пик Ленина (7134 м).
- 2024 — Гималаи, Лобуче (6119 м).
- 2024 — Кавказ, Казбек (5033 м).
- 2024 — Альпы, Монблан (4809 м).
- 2024 — Альпы, Маттерхорн (4478 м).

### Семья
Жена: Елена Хитрикова (во Всесоюзном рейтинге 1989 г. заняла 3-е место, пройдя два семитысячника, Чатын и еще несколько маршрутов 5б).
Дочь: Мария Хитрикова (1990—2012).

## Награды
- Кавалер ордена «За личное мужество».